# Candid (Album)
Candid ist ein Jazzalbum der Formation Sunny Five. Die am 5. und 6. September 2022 im Studio Firehouse 12, New Haven, Connecticut, entstandenen Aufnahmen erschienen am 19. Januar 2024 auf Intakt Records.

## Hintergrund
Das Quintett Sunny Five mit dem Altsaxophonisten Tim Berne, den Gitarristen David Torn und Marc Ducret, dem Bassisten Devin Hoff und dem Schlagzeuger Ches Smith vereint fünf prominente Stimmen der New Yorker Jazzszene. Diese Gruppe von Freunden verfolgt laut den Liner Notes von Brandon Ross „eine kreative Vision, die das Nebeneinander rein akustischer Klangelemente und die Integration elektrischer/elektronischer Klangerzeugung erforscht.“

## Titelliste
- Sunny Five: Candid (Intakt Records CD415)[1]

1. Piper 9:01
2. Scratch 19:03
3. Craw 8:41
4. Floored 35:12

Die Kompositionen stammen von Ches Smith, David Torn, Devin Hoff, Marc Ducret und Tim Berne.

## Rezeption

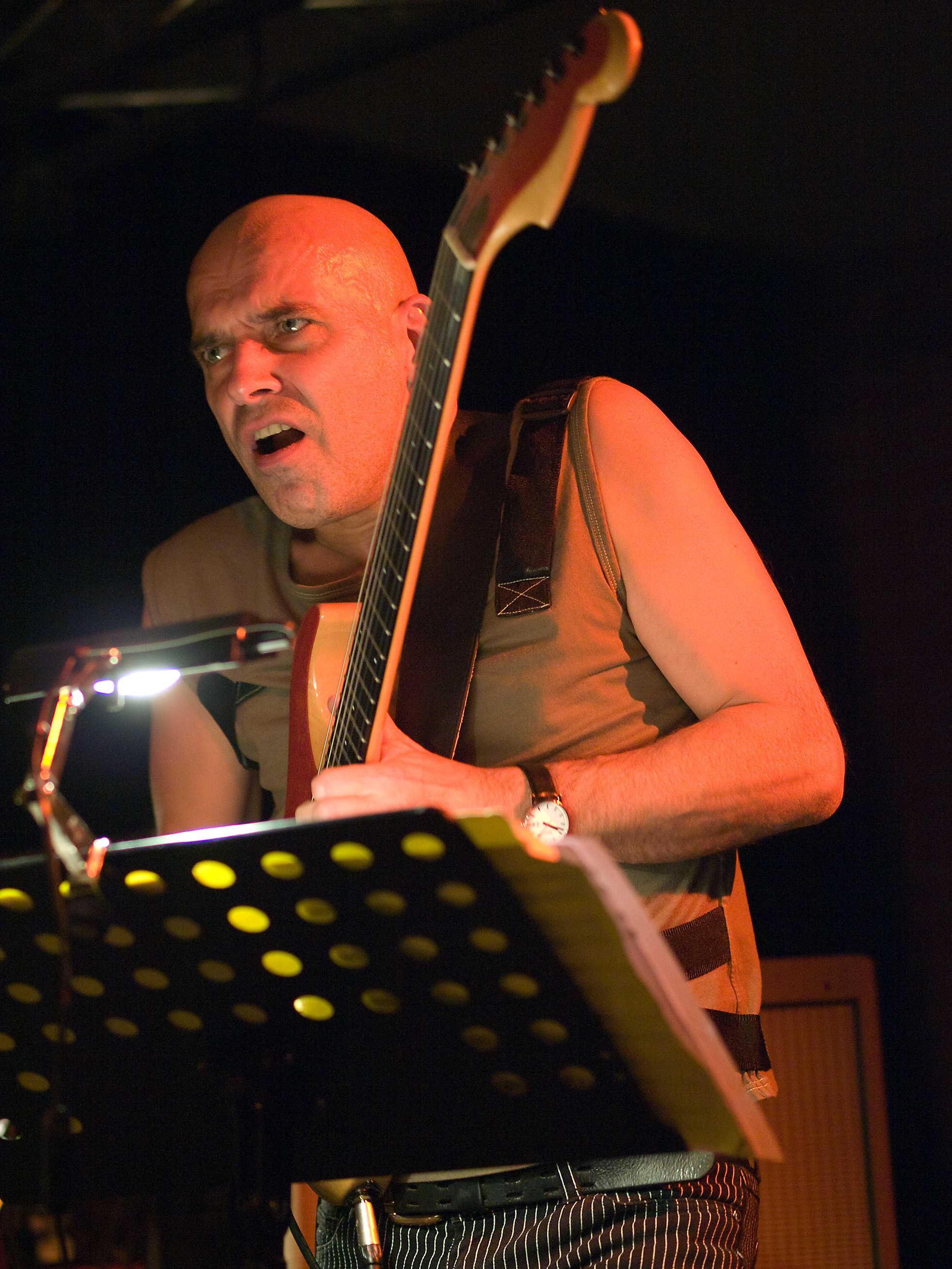
Marc Ducret (2009)

Angesichts des sich ständig weiterentwickelnden Spektrums des experimentellen Jazz kann es eine heikle Aufgabe sein, die perfekte Balance zwischen vertrauten Echos und bahnbrechenden Klängen zu finden, meint Glenn Astarita, der das Album in All About Jazz rezensierte. Sunny Five würde diese Gratwanderung mit Finesse bewältigen, und Candid sei eine lebendige Erinnerung an die Freude und Spontaneität, die das Herzstück des Jazz ausmachen. Präsentiert von einer Gruppe renommierter New Yorker Musiker, von denen jeder ein Meister für sich sei, biete die Band einen Auftritt, der sowohl intim als auch weitreichend sei und den Zuhörern ein mitreißendes Erlebnis hinterlasse. Zusammenfassend lasse sich sagen, dass dieses Album ein leuchtendes Beispiel für Brillanz im Bereich des improvisierten Jazz ist. Es ist ein überzeugendes Argument für die anhaltende Vitalität des Genres und sein grenzenloses Potenzial zur [stetigen] Neuerfindung.